# Militaryzacja
Militaryzacja (z łac. militaria 'ćwiczenia wojskowe' od militaris 'wojskowy' od miles dpn. militis 'żołnierz') – działania w zakresie kompleksowych przygotowań obronnych w państwie prowadzone w czasie ogłoszenia mobilizacji, stanu wojennego lub w czasie wojny, polegające na przeniesieniu form i metod organizacji wojskowej do działów administracji państwowej i gospodarki narodowej oraz do określonych jednostek organizacyjnych, a także na stosowaniu w nich wojskowych przepisów i dyscypliny oraz nadaniu im wojskowego charakteru poprzez powołanie do służby w jednostkach zmilitaryzowanych.
Głównym celem militaryzacji jest zabezpieczenie – w drodze szczególnego obowiązku pracy i odpowiednich form organizacji jego spełnienia – sprawnego funkcjonowania działów administracji państwowej i gospodarki narodowej oraz jednostek organizacyjnych wykonujących wyjątkowo ważne zadania z punktu widzenia obronności państwa.
Osoby przeznaczone do służby w jednostkach zmilitaryzowanych nie mogą jednostronnie rozwiązać stosunku służbowego. Osoby, pełniące tę służbę mogą być wyznaczone z urzędu na inne stanowiska pracy lub przenoszone do innych jednostek, a także mogą być skoszarowane, umundurowane i uzbrojone. Podlegają one odpowiedzialności karnej według przepisów odnoszących się do żołnierzy w czynnej służbie wojskowej w czasie wojny.

## Militaryzacja Sfery Publicznej
Militaryzacja to proces, w którym państwo traktuje określoną część sfery publicznej w sposób przypominający działania armii.